# 펜앤마이크
《펜앤마이크》(Pennmike, 약칭: 펜앤(PenN), 옛 이름: 펜앤드마이크)는 대한민국의 보수 성향 또는 극우 성향 인터넷 신문이다. "자유, 진실, 시장"을 캐치프라이즈로 내걸고 있다. 본사는 서울특별시 종로구 인사동5길 26(관훈동) 홍익빌딩 8층에 있다.
2017년 12월 6일에 정규재 《한국경제신문》 주필이 한국경제신문사에서 퇴사한 이후에 설립했으며 광고 없이 구독자들의 자발적인 후원금을 재정 기반으로 하여 운영하고 있다. 평일 오전 10시에 공식 유튜브 채널을 통해 생방송으로 진행하는 《텐텐뉴스》, 오후 6시에 공식 유튜브 채널을 통해 생방송으로 진행하는 《펜앤뉴스》가 유명하다. 그 외에 《박석순 교수의 진짜 환경 이야기》, 《김진의 정치 전망대》, 《오정근의 경제 산책》, 《이달의 역사》를 비롯한 서브 코너를 진행하고 있다. 2023년 초반에는 정규재가 주필 겸 대표이사 자리에서 물러났다.

## 주요 인사
- 정규재: 전직 주필 겸 대표이사, 전직 《한국경제신문》 주필
- 권순활: 전무 겸 편집국장, 전직 《동아일보》 논설 위원
- 천영식: 상무 겸 편집부국장, 전직 《문화일보》 정치부 부장
- 김용삼: 감사, 전직 《월간조선》 편집장
- 최대현: 방송제작부장, 전직 문화방송(MBC) 아나운서
- 차명진: 《시사 만평》 담당자, 제17·18대 국회의원

### 객원 칼럼니스트
- 이영훈: 전직 서울대학교 경제학과 교수
- 이병태: 한국과학기술원(KAIST) 대학원 경영과학 석사
- 김진: 전직 《중앙일보》 논설 위원
- 김용하: 순천향대학교 금융보험학과 교수
- 박석순: 이화여자대학교 환경공학과 교수
- 조동근: 명지대학교 경제학과 교수
- 강규형: 명지대학교 방목기초교육대학 교수
- 김행범: 부산대학교 행정학과 교수
- 남성일: 서강대학교 경제학과 교수
- 박기성: 성신여자대학교 경제학과 교수
- 김인영: 한림대학교 정치행정학과 교수
- 김정호: 전직 연세대학교 경제대학원 교수
- 오정근: 건국대학교 금융IT학과 교수
- 김철홍: 장로회신학대학교 신약학과 교수
- 박정자: 상명대학교 불어불문학과 명예교수
- 박재광: 미국 위스콘신 대학교 환경공학과 교수
- 이춘근: 한국해양전략연구소 선임연구위원
- 천영우: 이명박 정부 대통령비서실 외교안보수석
- 현진권: 전직 자유경제원 원장
- 홍지수: 전직 한국방송공사(KBS) 앵커
- 박성현: 전직 《뉴데일리》 주필
- 복거일: 소설가
- 최종찬: 전직 건설교통부 장관
- 박상후: 전직 문화방송(MBC) 기자
- 김태우: 전직 통일연구원장
- 김석우: 전직 통일원 차관
- 홍찬식: 전직 동아일보 수석논설위원
- 차기환: 변호사
- 조영길: 법무법인 아이엔에스 대표 변호사
- 황성욱: 변호사
- 조우석: 전직 한국방송공사(KBS) 이사회 이사, 전직 《미디어펜》 주필
- 배진영: 전직 《월간조선》 기자
- 박휘락: 국민대학교 교수

## 같이 보기
- 정규재뉴스